# Miss Mexico
De verkiezing van Miss Mexico (Spaans: Señorita México) is de nationale missverkiezing van Mexico waarvan de winnares deelneemt aan de Miss Universe-verkiezing. De eerste eredame nam later deel aan de Miss World-verkiezing en de tweede eredame aan Miss International. Miss Mexico wordt sinds 1994 verkozen met de Nuestra Belleza Mexico-verkiezing (Onze Schoonheid Mexico) die onder leiding van Miss Universe 1991 Lupita Jones staat. Voorheen was dat via de Señorita México-verkiezing.

## Winnaressen
| Jaar        | Miss Mexico                   | Staat             |
| ----------- | ----------------------------- | ----------------- |
| 1952        | Olga Lorenz                   | Chihuahua         |
| 1953        | Ana Bertha Lepe               | Jalisco           |
| 1954        | Elvira Castillo               | Federaal District |
| 1955        | Onbekend                      | Onbekend          |
| 1956        | Erna Martha Baumann           | Federaal District |
| 1957        | Irma Arévalo                  | Federaal District |
| 1958        | Elvira Leticia Risser         | Federaal District |
| 1959        | Mirna García                  | Federaal District |
| 1960        | Lorena Velázquez              | Federaal District |
| 1961 - 1964 | Niet gehouden                 | Niet gehouden     |
| 1965        | Jeanine Acosta                | Federaal District |
| 1966        | Niet gehouden                 | Niet gehouden     |
| 1967        | Valentina Vales               | Yucatán           |
| 1968        | Perla Aguirre                 | Federaal District |
| 1969        | Gloria Hernández              | Guanajuato        |
| 1970        | Libia Zulema López            | Sinaloa           |
| 1971        | María Luisa López             | Federaal District |
| 1972        | María Orozco                  | Chihuahua         |
| 1973        | Roxana Villares               | Yucatán           |
| 1974        | Guadalupe Elorriaga           | Sinaloa           |
| 1975        | Delia Servín                  | Sinaloa           |
| 1976        | Carla Jean Evert              | Guerrero          |
| 1977        | Felicia Mercado               | Neder-Californië  |
| 1978        | Alba Margarita Cervera        | Yucatán           |
| 1979        | Blanca Díaz                   | Nayarit           |
| 1980        | Ana Patricia Nuñez            | Sonora            |
| 1981        | Judith Grace González         | Nuevo León        |
| 1982        | Maricarmen López              | Federaal District |
| 1983        | Monica Rosas                  | Durango           |
| 1984        | Elizabeth Brodden             | Sinaloa           |
| 1985        | Yolanda de la Cruz            | Sinaloa           |
| 1986        | Alejandrina "Connie" Carranza | Sonora            |
| 1987        | Cynthia Fallon                | Federaal District |
| 1987 / 1988 | Amanda Olivares               | Puebla            |
| 1988        | Adriana Abascal               | Veracruz          |
| 1989        | María del Rosario             | Tlaxcala          |
| 1990        | Lupita Jones                  | Neder-Californië  |
| 1991        | Monica Zuñiga                 | Hidalgo           |
| 1992        | Angelina González             | Campeche          |
| 1993        | Fabiola Pérez                 | Chihuahua         |
| 1994        | Luz María Zetina              | Mexico            |
| 1995        | Vanessa Guzmán                | Chihuahua         |
| 1996        | Rebeca Tamez                  | Tamaulipas        |
| 1997        | Kathy Fuentes                 | Nuevo León        |
| 1998        | Silvia Salgado                | Nuevo León        |
| 1999        | Leticia Murray                | Sonora            |
| 2000        | Jacqueline Bracamontes        | Jalisco           |
| 2001        | Erika Cruz                    | Yucatán           |
| 2002        | Marisol González              | Coahuila          |
| 2003        | Rosalva Luna                  | Sinaloa           |
| 2004        | Laura Elizondo                | Tamaulipas        |
| 2005        | Priscila Perales              | Nuevo León        |
| 2006        | Rosa María Ojeda Cuen         | Sinaloa           |
| 2007        | Elisa Nájera Gualito          | Guanajuato        |